# Daltonismo
Daltonismo, também conhecido como discromatopsia ou discromopsia, é uma perturbação da percepção visual caracterizada pela incapacidade de diferenciar todas ou algumas cores, manifestando-se muitas vezes pela dificuldade em distinguir o verde do vermelho. Esta perturbação tem normalmente origem genética, mas pode também resultar de lesão nos olhos, ou de lesão de origem neurológica. O daltonismo pode dificultar o aprendizado e a execução de atividades rotineiras, como comprar frutas, escolher roupas e diferenciar as luzes dos semáforos. Tais problemas, no entanto, são considerados menores pela literatura médica devido à capacidade de adaptação da maioria dos daltônicos. Indivíduos portadores de cegueira das cores também podem ter acuidade visual reduzida. O distúrbio, que era conhecido desde o século XVIII, recebeu esse nome em homenagem ao químico John Dalton, que foi o primeiro cientista a estudar a anomalia da qual ele mesmo era portador.
A causa mais comum do daltonismo é a falha no desenvolvimento de um ou mais dos três conjuntos de cones que reconhecem cores. Uma vez que esse problema está geneticamente ligado ao cromossomo X, ele ocorre com maior frequência entre os homens, que possuem apenas um desses cromossomos. Como as mulheres têm dois cromossomos X, existe a possibilidade da anomalia em um deles ser compensada pelo outro, o que explica a baixa incidência desse distúrbio no sexo feminino. O daltonismo também pode ocorrer por dano físico ou químico ao olho, ao nervo óptico ou partes do cérebro. O diagnóstico é geralmente confirmado pelo teste de cores de Ishihara, mas existem outros métodos também utilizados para este fim.
Indivíduos com problemas na percepção das cores vermelha e verde são o tipo mais comum de daltônicos, seguidos por aqueles com problemas na percepção das cores azul e amarelo e pelos portadores de cegueira das cores. Estima-se que 8% dos homens e 0,5% das mulheres com ascendência na Europa Setentrional integram o primeiro grupo. A capacidade de distinguir cores também diminui na velhice. O daltonismo pode ser motivo de impedimento para determinados postos de trabalho (como maquinistas, motoristas, pilotos e membros das forças armadas) em alguns países. A influência dessa anomalia sobre a habilidade artística, no entanto, é controversa.
Não há cura para o daltonismo. O diagnóstico precoce pode permitir a aplicação de métodos educacionais específicos para proporcionar à criança uma melhor adaptação à capacidade diminuída de reconhecimento de cor. O uso de lentes especiais auxilia os portadores de dicromacia a perceber com maior precisão as cores vermelha e verde. Estas lentes, entretanto, só podem ser usadas ao ar livre sob condições de luz intensa. Atualmente existem aplicativos para smartphones desenvolvidos especialmente para auxiliar indivíduos daltônicos a identificar cores.

## Mecanismo

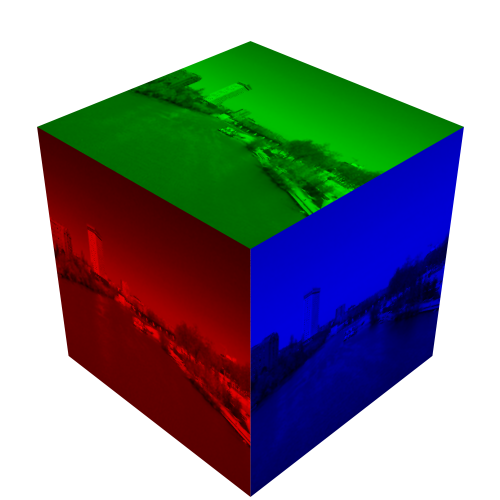
Cores primárias no sistema RGB.

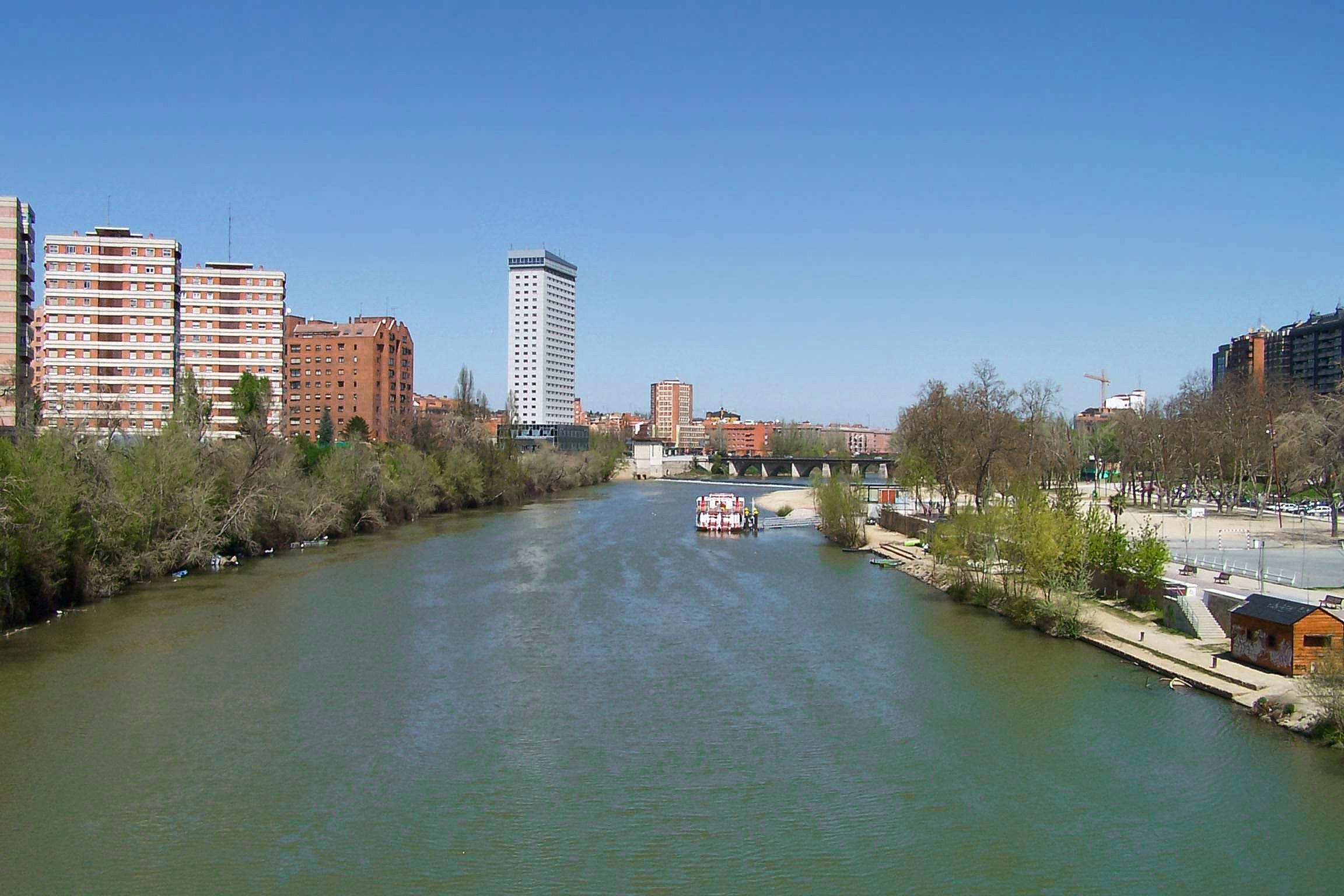
As três cores primárias são captadas pelos cones e combinam-se formando uma imagem colorida.

A retina humana possui três tipos de células sensíveis à cor, chamadas cones. Cada um deles é sensível a uma determinada faixa de comprimentos de onda do espectro luminoso, mais precisamente ao picos situados a 419 nm (azul-violeta), 531 nm (verde) e  559 nm (verde-amarelo).
A classificação dos cones em "vermelho", "verde" e "azul" (RGB) é uma simplificação usada por comodidade para tipificar as três frequências alvos, embora não corresponda à sensibilidade real dos fotorreceptores dos cones. Todos os tons existentes derivam da combinação dessas três cores primárias. 
As tonalidades visíveis dependem do modo como cada tipo de cone é estimulado. A luz azul, por exemplo, é captada pelos cones de "alta frequência". No caso dos daltônicos, algumas dessas células não estão presentes em número suficiente ou registam uma anomalia no pigmento característico dos fotorreceptores no interior dos cones.

## Tipos de daltonismo
Não existem níveis de daltonismo, apenas tipos. Podemos considerar que existem três grupos de discromatopsias: monocromacias, dicromacias e tricromacias anómalas.
Monocromacia ocorre quando há apenas percepção de luminosidade na visão dos animais. São as células bastonetes as responsáveis por esta percepção, que permite variações diferentes da cor cinza. Normalmente, os monocromatas apresentam a chamada "visão em
preto e branco".
- O monocromata típico é caracterizado pelo monocromatismo de bastonetes, que corresponde a uma discriminação de cores nulas pela falta de cones. Ocorre na população humana com uma incidência de 0,003% nos homens e de 0,002% nas mulheres. Essa característica é encontrada em muitos animais de hábitos noturnos, peixes abissais e morcegos.
- O monocromata atípico possui um monocromatismo de cones, assim a não discriminação de cores é devido a falta de sinais oponentes por ter apenas um tipo de cone. É muito raro na população humana. É encontrado em alguns animais , como em alguns ratos e no kiwi, ave neozelandesa, que enxergam tons no espectro da luz verde.

A dicromacia, que resulta da ausência de um tipo específico de cones, pode apresentar-se sob a forma de:
- protanopia, em que há ausência na retina de cones "vermelhos"  ou de "comprimento de onda longo", resultando na impossibilidade de discriminar cores no segmento verde-amarelo-vermelho do espectro. O seu ponto neutro encontra-se nos 492 nm. Há igualmente menor sensibilidade à luz na parte do espectro acima do laranja.
- deuteranopia, em que há ausência de cones "verdes" ou de comprimento de onda intermédio, resultando, igualmente, na impossibilidade de discriminar cores no segmento verde-amarelo-vermelho do espectro.Trata-se de uma das formas de daltonismo mais comuns (cerca de 1% da população masculina), e corresponde àquela que afetou John Dalton (o diagnóstico foi confirmado em 1995, através do exame do Ácido desoxirribonucleico do seu globo ocular). O seu ponto neutro encontra-se nos 492 nm.
- tritanopia, em que há ausência de cones "azuis" ou de comprimento de onda curta, resultando na impossibilidade de ver cores na faixa azul-amarelo.

A tricromacia anómala resulta de uma mutação no pigmento dos fotorreceptores dos cones retinianos, e manifesta-se em três anomalias distintas:
- protanomalia, presença de uma mutação do pigmento sensível às frequências mais baixas ("cones vermelhos"). Resulta numa menor sensibilidade ao vermelho e num escurecimento das cores perto das frequências mais longas (que pode levar à confusão entre vermelho e preto). Atinge cerca de 1% da população masculina.
- deuteranomalia, presença de uma mutação do pigmento sensível às frequências intermédias ("cones verdes"). Resulta  numa maior dificuldade em discriminar o verde. É responsável por cerca de metade dos casos de daltonismo.
- tritanomalia, presença de uma mutação do pigmento sensível às frequências maiores ("cones azuis"). Forma mais rara, que impossibilita a discriminação de cores na faixa do azul-amarelo. O gene afectado situa-se no cromossoma 7 ao contrário das outras tricromacias anómalas, em que a mutação genética atinge o cromossoma X.

Um tipo raro de daltonismo é aquele em que há uma  "cegueira" completa para as cores: o  mundo é visto a preto e branco e em tons de cinza. Nesse caso, estamos perante aquilo a que se dá o nome de visão acromática.

## Genética
A mutação genética que provoca o daltonismo pode ter perdurado em decorrência de fornecerem vantagens aos daltônicos ao longo da história evolutiva. Essa vantagem advém, sobretudo, do fato de os portadores desses genes possuírem uma melhor capacidade de visão noturna, bem como maior capacidade de reconhecerem elementos semiocultos, como animais ou pessoas disfarçadas pela sua camuflagem.
Como o daltonismo é provocado por genes recessivos localizados no cromossomo X (sem alelos no Y), o problema ocorre muito mais frequentemente nos homens que nas mulheres. Estima-se que 8% da população masculina seja portadora do distúrbio, embora apenas 1 % das mulheres sejam atingidas.
| Genótipo                     | Fenótipo                | Detalhes                                                |
| ---------------------------- | ----------------------- | ------------------------------------------------------- |
| {\displaystyle X_{D}\|X_{D}} | Mulher com visão normal | Homozigótica não portadora do gene anômalo (DD, normal) |
| {\displaystyle X_{D}\|X_{d}} | Mulher com visão normal | Heterozigótica portadora do gene anômalo (Dd, normal)   |
| {\displaystyle X_{d}\|X_{d}} | Mulher daltónica        | Homozigótica recessiva (dd, daltónica)                  |
| {\displaystyle X_{D}\|Y}     | Homem com visão normal  | Homozigótico dominante (D, normal)                      |
| {\displaystyle X_{d}\|Y}     | Homem daltónico         | Homozigótico recessivo (d, daltónico)                   |

No caso de um indivíduo do sexo masculino, como não aparece o alelo D,  bastará um simples gene recessivo para que ele manifeste daltonismo, o que não acontece com o sexo feminino pois, para manifestar a doença, uma mulher necessita dos dois genes recessivos dd.
- Se a mãe não for daltónica nem portadora (DD) e o pai possuir visão normal (D), nenhum dos descendentes será daltónico nem portador.
- Se a mãe possuir visão normal (DD) e o pai for daltónico (d), nenhum dos descendentes será daltônico, porém as filhas serão portadoras do gene (Dd).
- Se a mãe for portadora do gene (Dd) e o pai possuir visão normal (D), há a probabilidade de 50% dos filhos serem daltônicos e 50% das filhas serem portadoras do gene.
- Se a mãe for portadora do gene (Dd) e o pai for daltónico (d), 50% dos filhos e das filhas serão daltônicos.
- Se a mãe for daltónica (dd) e o pai possuir visão normal (D), todos os filhos serão daltónicos (d) e todas as filhas serão portadoras (Dd).
- Se a mãe for daltônica (dd) e o pai também  (d) 100% dos filhos e filhas também serão daltônicos.

## Diagnóstico

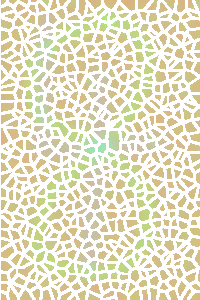
Figura do teste de Ishihara, método utilizado para diagnosticar o daltonismo. Pessoas portadoras de alguns tipos de daltonismo não verão o número 8.

Existem três métodos para se diagnosticar a presença do daltonismo e determinar em que grau ele está afetando a percepção das cores de uma pessoa:
- anomaloscópio de Nagel - consiste em um aparelho onde o indivíduo que vai ser examinado tem seu campo de visão dividido em duas partes. Uma delas é iluminada por uma luz monocromática amarela, enquanto a outra é iluminada por uma diversas luzes monocromáticas verdes e vermelhas. O examinado deve tentar igualar os dois campos, alterando a razão entre a intensidade das luzes vermelha e verde, e  modificando a intensidade da luz amarela;
- lãs de Holmgreen - consiste na avaliação da capacidade de separar determinados fios de lã em diversas cores;
- teste de cores de Ishihara - consiste na exibição de uma série de cartões pontilhados em várias tonalidades diferentes. Esse é o método mais frequentemente utilizado para se diagnosticar a presença do daltonismo, sobretudo nas deficiências envolvendo a percepção das cores vermelho e verde. Uma figura (normalmente uma letra ou algarismo) é desenhada em um cartão contendo um grande número de pontos com tonalidades que variam ligeiramente entre si, de modo que possa ser perfeitamente identificada por uma pessoa com visão normal. Porém um daltônico terá dificuldades em visualizá-la.

Como o teste de Ishihara não pode ser utilizado por crianças ainda não alfabetizadas, desenvolveu-se um método secundário onde os cartões, em vez de números e letras, contêm desenhos de figuras geométricas, como quadrados, círculos e triângulos, que podem facilmente ser identificados por crianças em idade pré-escolar.

## Tratamento
Atualmente não existe nenhum tipo de tratamento conhecido para esse distúrbio. Há, porém, uma empresa americana fabricando lentes que permitiriam a distinção de cores pelos daltônicos. Elas seriam seletivas quanto à passagem de luz, bloqueando o necessário para corrigir defeitos da visão. Os tais óculos devem custar cerca de US$ 700. Mas alguns estudiosos ainda encaram a iniciativa com reservas alegando que não há estudos científicos que reconhecidamente indiquem o método.
Porém, um daltônico pode viver de modo perfeitamente normal, desde que tenha conhecimento das limitações de sua visão. O portador do problema pode, por exemplo, observar a posição das cores de um semáforo, de modo a saber qual a cor indicada pela lâmpada.
Como na idade escolar surgem as primeiras dificuldades com cores, sobretudo em desenhos e mapas, os pais e professores devem estar atentos ao problema, evitando constranger e traumatizar a criança. Pode ser frustrante para uma criança ter a certeza de que está vendo algo em determinada cor, enquanto todos os colegas e a professora afirmam que ela está errada.
Em 2009 pesquisadores da Universidade de Washington e da Universidade da Flórida conseguiram restabelecer o processo de visão de macacos da espécie Saimiri sciureus através de tratamento genético.

## Epidemiologia
O daltonismo afeta um grande número de indivíduos, sendo a protanopia e a deuteranopia os tipos mais comuns. Os indivíduos com ascendência norte-europeia, assim como 8% dos homens e 0,4% das mulheres sofrem de deficiência congênita de cor.
O número afetado varia entre os grupos. Comunidades isoladas com um pool genético restrito às vezes produzem altas proporções de daltonismo, incluindo os menos usuais. Exemplos incluem a parte rural da Finlândia, Hungria e algumas das ilhas escocesas. Nos Estados Unidos, cerca de 7% da população masculina - aproximadamente 10,5 milhões de homens - e 0,4% da população feminina não conseguem distinguir o vermelho do verde, ou ver vermelho e verde diferentemente de como os outros veem (Instituto Médico Howard Hughes, 2006).
Mais de 95% de todas as variações na visão humana em cores envolvem os receptores vermelho e verde nos olhos masculinos. É muito raro que homens ou mulheres sejam "cegos" no extremo azul do espectro.

## Adaptações
Para um daltônico, navegar em websites coloridos da Internet pode ser uma experiência não muito agradável. Alguns textos podem estar ilegíveis, ou mesmo a leitura dos gráficos pode ser impossibilitada devido ao esquema de cores utilizado. Para possibilitar a leitura destes textos e gráficos foi desenvolvido por Daniel Ruoso, um desenvolvedor daltônico, o libcolorblind  que é um software que faz transformações nas cores no sentido de permitir que cores dúbias sejam colocadas em posições diferentes do espectro de cor, de forma a tornarem-se diferenciáveis por um daltônico. O programa de acessibilidade do Gnome, gnome-mag, tem suporte a esse software e fornece uma maneira intuitiva de ativar e desativar os filtros.
Algumas cidades já possuem semáforos adaptados para os portadores de daltonismo (quer condutores/quer pedestres), que apresentam uma faixa branca ao lado da luz amarela, possibilitando ao daltônico distinguir qual a cor do sinal aceso pela posição da luz (acima ou abaixo da faixa).
Lápis de cores podem ter o nome de cada cor gravada em seu corpo de modo a facilitar sua identificação.

## Direito dos portadores de daltonismo
A justiça brasileira reconheceu que os portadores de daltonismo são sujeitos dos direitos que a Convenção Interamericana para a Eliminação de Todas as Formas de Discriminação contra Pessoas Portadoras de Deficiência estabelece e que cursos de educação complementar públicos ou privados devem promover adaptações em materiais didáticos para possibilitar o acesso dos daltónicos a informação.